# 가토 준야
가토 준야(일본어: 加藤 潤也, 1994년 12월 30일~)는 일본의 축구 선수이다.

## 구단 경력
그는 2017년 J3리그의 가이나레 돗토리에 입단했다. 2018년까지 58경기에 출전하여, 18득점을 넣었다. 2019년 더스파구사쓰 군마로 이적했다. 2019년 J3리그 준우승으로 J2리그로 승격했다. 2022년까지 125경기에 출전하여, 18득점을 넣었다. 2023년부터 2024년까지 츠바이겐 가나자와와 레노파 야마구치 FC에서 뛰었다. 2024년 7월 J3리그의 FC 이마바리로 이적했다. 2024년 J3리그 준우승으로 J2리그로 승격했다.